# Öppen digital lärresurs
Öppen digital lärresurs eller Öppna digitala lärresurser, kommer från engelskans OER, Open Educational Resources. Det är ett begrepp som beskriver digitala utbildningsresurser, som vanligtvis är tillgängliga via internet. De är öppna på så sätt att de får användas, kopieras och spridas fritt. I vissa fall får de även omarbetas av användaren. Oftast används licenser för öppet innehåll såsom Creative Commons på lärresurser som är tillgängliga enligt OER-principen.
När man talar om användandet av OER kan man använda begreppet OEP, Open Educational Practices.

## Historik
Tankarna bakom öppna digitala lärresurser som koncept härstammar från 1994 och Wayne Hodgins som då myntade begreppet "learning object". Hodgins lyfte med detta fram relationen utbildning och digital teknik.
När sedan MIT började lägga ut kursmaterial på internet via sitt OpenCourseWare 2001 bidrog även det till utvecklingen inom området.
2002 användes OER som faktisk term i samband med ett forum som UNESCO arrangerade, där deltagarna ville enas om ett universalt begrepp.